# 천국 같은
《천국 같은》(프랑스어: Et si c'était vrai...)은 프랑스 소설가 마르크 레비가 1999년 발표한 첫 장편 소설이다. 다음해인 2000년 《If Only It Were True》라는 제목으로 영어판이 발간되었으며, 2005년 소설을 원작으로 삼고 리스 위더스푼과 마크 러펄로가 주연한 미국 영화 《저스트 라이크 헤븐》이 개봉하였다.